# San Mateo Tlalchichilpan
San Mateo Tlalchichilpan är en ort i Mexiko, tillhörande kommunen Almoloya de Juárez i den västra delen av delstaten Mexiko, i den centrala delen av landet. Orten hade 4 478 invånare vid folkräkningen 2010.